# Port de Piirissaar
Le port de Piirissaar (estonien : Piirissaare sadam, code EE PRE)  est un port à Tooni en Estonie,.

## Présentation
Le port de Piirissaar est situé dans le village de Tooni dans l'île de Piirissaar.
Le port est situé au milieu de l'île au bord du canal qui traverse l'île dans la direction nord-sud.
Le port est géré par l'AS Saarte Liinid.

## Caractéristiques
Le port peut accueillir des bateaux mesurant jusqu'à 40 m de long, 10 m de large et 1,7 m de tirant d'eau.
le port a quatre quais, dont deux sont des quais flottants.

## Histoire
Le port a commencé à être construit sur Piirissaar vers 1930, lorsque le niveau d'eau du lac Peipsi a été régulé. 
Dans la foulée, un canal a été creusé jusqu'à Piirissaar et a été approfondi en 1935-1936.
Initialement, un port de plaisance a été construit le long du canal, et après la seconde guerre mondiale, une escale pour les bateaux à moteur. 
En juillet 2010, la rénovation du port de Piirissaar a été achevée. 
Dans le même temps, le port de Laaksaare sur le continent a été réparé.

## Liaison maritime avec le continent
Il existe une liaison régulière par traversier entre Piirissaar et le port de Laaksaar. 
AS Kihnu Veeteed assure la liaison  avec le traversier Koidula. 
Avant la création du port, la liaison avec le continent se faisait par des bateaux qui débarquaient du côté sud de l'île.